# Guövik
Guövik is een plaats in de gemeente Karlshamn in het landschap Blekinge en de provincie Blekinge län in Zweden. De plaats heeft 110 inwoners (2005) en een oppervlakte van 35 hectare.